# Greenup (Kentucky)
Greenup település az Amerikai Egyesült Államok Kentucky államában, Greenup megyében, melynek megyeszékhelye is. Lakosainak száma 1095 fő (2020. április 1.).

## Népesség
A település népességének változása:

| 2010 | 1 188 |
| 2020 | 1 095 |